# Trest smrti ve Finsku

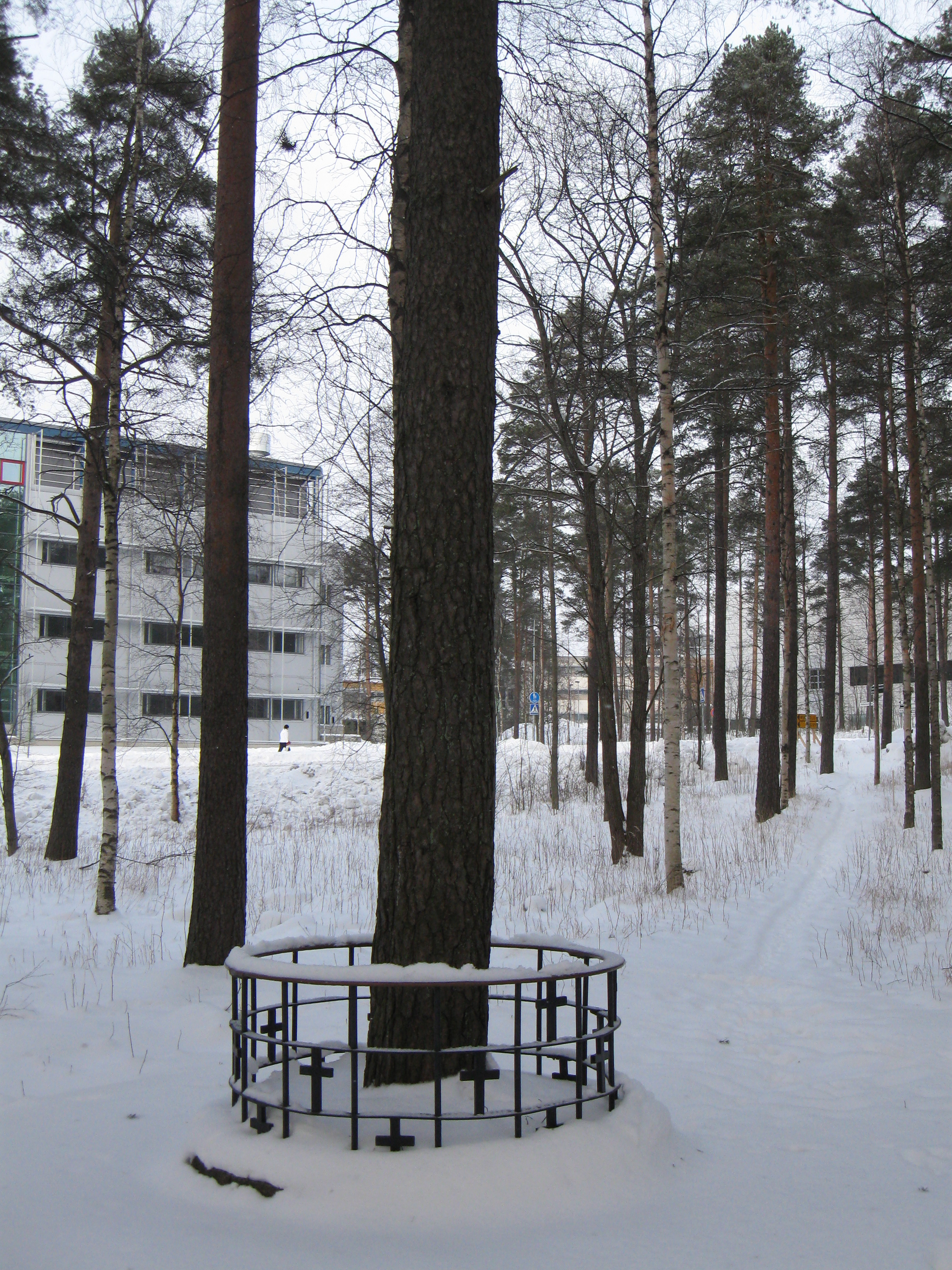
Borovice, na které byl v roce 1916 pověšen Taavetti Lukkarinen za vlastizradu podle ruského carského stanného práva

Trest smrti ve Finsku byl zrušen. Za civilní zločiny byl zrušen v roce 1949 a k jeho úplnému zrušení došlo v roce 1972.

## Historie
Do 19. století se ve Finsku, podobně jako v ostatních severských zemích, nejběžněji popravovalo stětím sekerou. Ve 20. století se používaly popravčí čety a odsouzenci byli zastřeleni. Oficiální finská popravčí sekera je vystavena v Muzeu zločinu ve Vantaa.

### Finské velkoknížectví
V roce 1823 byly ve Finském velkoknížectví rozsudky smrti změněny na převoz odsouzenců na Sibiř nebo jim byl rozsudek smrti změněn na nižší trest. Poslední osobou popravenou v době míru na území Finska byl Tahvo Putkonen. Ten byl sťat sekerou dne 8. července 1825. Ve zbytku carského období v letech 1825 až 1917 tak byl trest smrti ve Finsku de facto zrušen.

### Období finské občanské války až druhé světové války
V období finské občanské války a těsně po ní v roce 1918 došlo k mnoha popravám, které byly většinou vykonány bez řádného procesu. V té době bylo popraveno nepřátelskou stranou přibližně 1 400 až 1 650 příslušníků bílých gard a 7 000 až 10 000 příslušníků rudých gard. Popravy byly prováděny zastřelením popravčí četou. Podle kontroverzního stanoviska Carla Gustafa Emila Mannerheima známé jako Ammutaan paikalla -julistus mohli příslušníci bílých gard hromadně popravovat vězně.

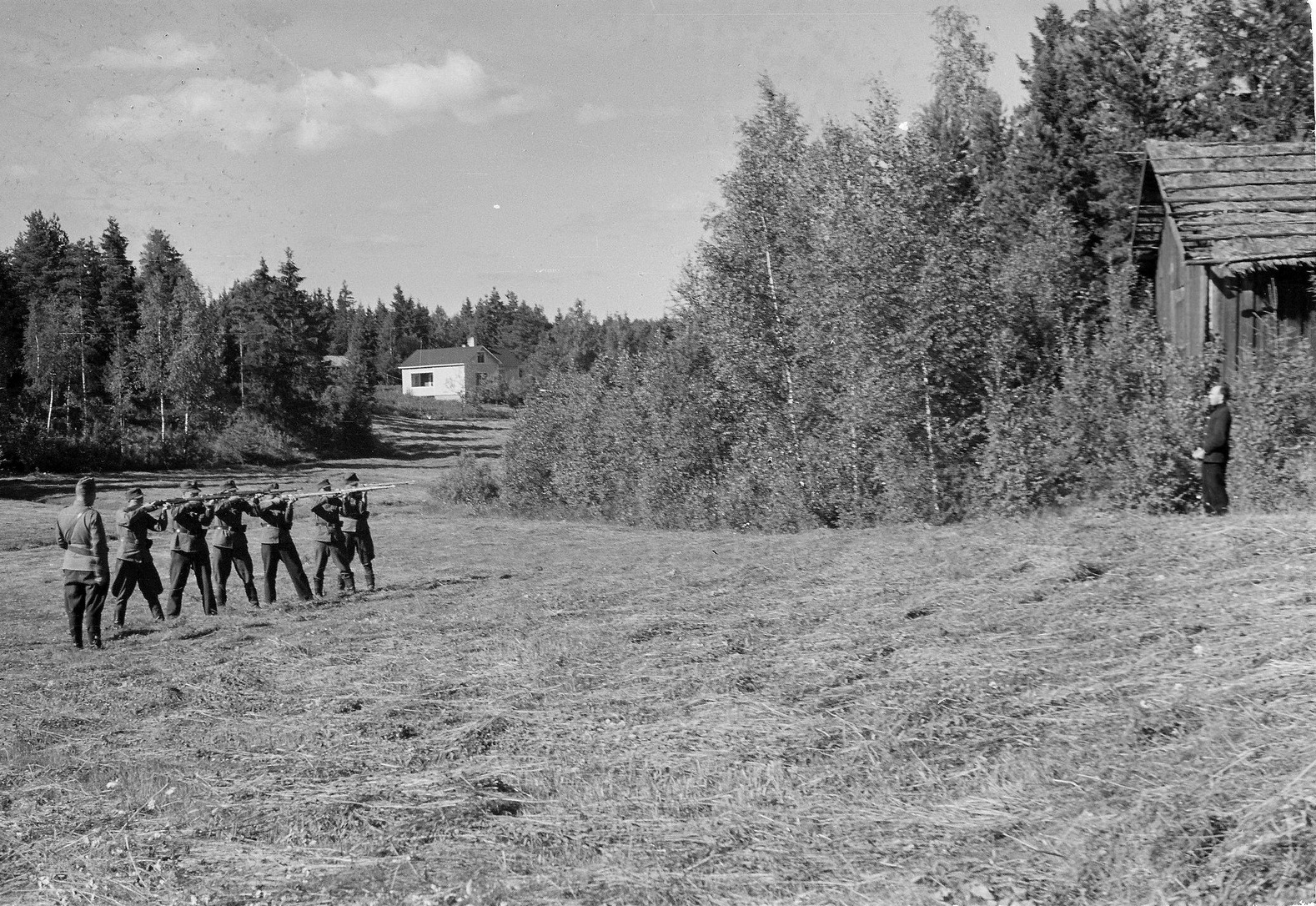
Poprava sovětského infiltrátora během druhé světové války

Během zimní a pokračovací války bylo vykonáno přibližně 550 rozsudků smrti. Ve 455 případech (tedy přibližně v 90 %) šlo o sovětské infiltrátory, špiony a sabotéry. Důstojnická pravomoc popravit vojáky odmítající uposlechnout rozkaz nebo prchající z boje byla uplatněna pouze ve třinácti případech.
Jednou z nejznámějších poprav z tohoto období je poprava Arndta Perukinena na podzim 1941, který odpíral vojenskou službu z důvodu svého svědomí. Byl také předposledním Finem, který byl popraven za civilní zločin. Výhrada svědomí k odpírání vojenské služby byla během války považována za vlastizradu. Perukinen se odmítl chopit zbraně a jít do první linie. Byl proto bez soudu svým velícím důstojníkem, kapitánem Valkonenem odsouzen k trestu smrti. Nikdo z jeho praporu se však do popravčí čety nepřihlásil a kapitán Valkonen musel použít hrozby potrestání, aby donutil desátníka Asikanina odsouzence zastřelit. Perukienovi spolubojovníci většinou považovali jeho popravu za justiční omyl.

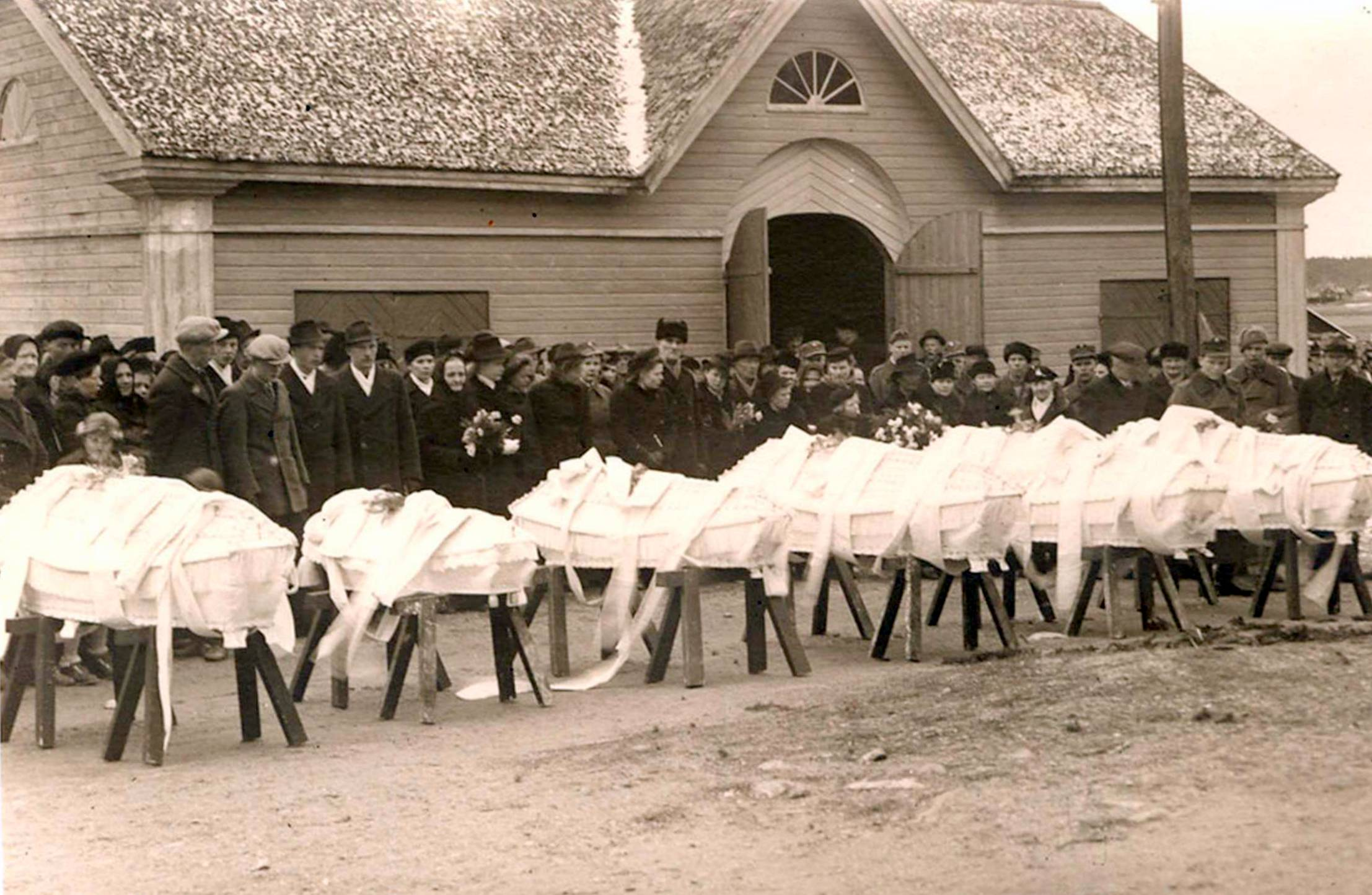
Pohřeb obětí Toiva Koljonena

Posledním Finem popraveným za civilní zločin byl Toivo Koljonen, který v roce 1942 vyvraždil sekerou šestičlennou rodinu. V roce 1943 byl zastřelen popravčí četou vojenské policie spolu se sovětskými špiony odsouzenými k trestu smrti za špionáž. Poslední popravenou ženou ve Finsku byla Martta Koskinen, která byla v roce 1943 zastřelena za špionáž a vlastizradu. Posledním Finem, který byl popraven za jakýkoliv zločin byl vojín Olavi Laiho, který byl dne 2. září 1944 zastřelen v Oulu za dezerci, vlastizradu a špionáž. Posledními popravenými osobami na území Finska byli tři sovětští infiltrátoři, kteří byli popraveni 3. září 1944.

### Poválečné období
V nezávislém Finsku byl trest smrti za zločiny v době míru zrušen zákonem v roce 1949. V roce 1972 byl trest smrti ve Finsku zrušen úplně. Zároveň novelizovaná finská ústava z roku 2000 vysloveně trest smrti zakazuje. „Každý má právo na život, svobodu a osobní bezpečnost. Nikdo nesmí být odsouzen k trestu smrti, mučení nebo jinému špatnému zacházení.“
Dne 16. prosince 2015 se poslanec finského parlamentu a člen politické strany Praví Finové Teuvo Hakkarainen dotázal ministra spravedlnosti, zda by mohl být ve Finsku znovu uzákoněn trest smrti. Dotaz se týkal soudního procesu se dvěma iráckými žadateli o azyl, kteří byli členy Islámského státu. Souzeni byli za jedenáct vražd. Hakkarainen vyslovil názor, že vícenásobná vražda by ospravedlnila trest smrti, a to i v případě, že by byl pachatelem rodilý Fin. Někteří poslanci jeho návrh odsoudili.

## Veřejné mínění
V průzkumu z roku 2006 téměř třetina dotázaných Finů podporovala obnovení trestu smrti. Proti se vyslovilo 63 % dotázaných. Opětovné zavedení trestu smrti nejvíce podporovali muži a lidé ve středním věku.